# مايكل ويليت
مايكل ج. ويليت (بالإنجليزية: Michael J. Willette)‏ سمسار عقارات أمريكي وسياسي في ولاية مين. يمثل ويليت المقاطعة الخامسة في مجلس نواب مين التي كانت جزءا من مقاطعة أروستوك من 2008 إلى 2012. مقيم حاليا في بلدة جزيرة بريسكيو إزلي. تم انتخاب ويليت لأول مرة في عام 2008 كديموقراطي. أعيد انتخابه في عام 2010 كديموقراطي لكنه حول انتمائه إلى الحزب الجمهوري قبل أن يؤدي اليمين الدستورية. يشغل حاليا وظيفة سمسار عقارات. في عام 2012 استهدفه حزب مين الديمقراطي حيث صرف الحزب الديمقراطي والجماعات الخارجية أكثر من عشرات الآلاف من الدولارات في طباعة الإعلانات ضد ويليت وذلك قبل أسبوع من الانتخابات.
في عام 2012 هزم ويليت من قبل الديمقراطي روبرت سوسييه. في نوفمبر 2014 واجه مدعي ماين العام السابق مايكل إ. كاربنتر في انتخابات مجلس شيوخ مين في المقاطعة الثانية.
ويليت أحد المحاربين القدامى في عملية عاصفة الصحراء. هو والد ممثل الدولة ألكسندر ويليت الذي انتخب لأول مرة في عام 2010.